# 政府果川庁舎駅
政府果川庁舎駅（チョンブ・クァチョンチョンサえき）は大韓民国京畿道果川市別陽洞にある、韓国鉄道公社（KORAIL）果川線の駅。駅番号は(439)。

## 駅構造
相対式ホーム2面2線を有する地下駅。
出入口は1番から11番までの合計11ヵ所ある。

## 駅周辺
- 果川警察署
- 果川消防署
- 果川市民会館
- 果川市庁
- ニューコアアウトレット 果川店
- 政府果川庁舎
- グレイスホテル
- 果川観光ホテル
- KT 果川支店
- Eマート果川店
- 果川市保健所

## 歴史
- 1994年4月1日 - 第2総合庁舎駅（제2종합청사역）として開業。
- 1998年5月15日 - 政府果川庁舎駅に改称。

## 利用状況
| 路線    | 乗車人員 | 乗車人員 | 乗車人員 | 乗車人員 | 乗車人員 | 乗車人員 | 乗車人員 | 乗車人員 | 乗車人員 | 乗車人員 | 注 釈 |
| 路線    | 2000年   | 2001年   | 2002年   | 2003年   | 2004年   | 2005年   | 2006年   | 2007年   | 2008年   | 2009年   | 注 釈 |
| ------- | -------- | -------- | -------- | -------- | -------- | -------- | -------- | -------- | -------- | -------- | ----- |
| ●果川線 | 10636    | 12586    | 14155    | 14795    | 11208    | 10200    | 10168    | 10684    | 10845    | 11699    | [ 1 ] |

## 隣の駅
韓国鉄道公社　
●果川線　
果川駅 (438) - 政府果川庁舎駅 (439) - 仁徳院駅 (440)